# Иља да Кејмада Гранде
Иља да Кејмада Гранде (порт. Ilha da Queimada Grande, познато и као Змијско острво или Острво змија, острво је које налазе уз бразилску обалу у Атлантском океану. Административно припада општини Перуиби у савезној држави Сао Пауло. Острво је мање површине и има више различитих типова терена, од голих стијена до кишних кума, док је клима умјерена. Једини је дом критично угрожене отровнице златне змије, која се углавном храни птицама. Змије су остале заробљене на острву када је током раста нивоа мора потопљен дио земље који је повезивао острво са копном. Еволуциони притисак је омогућио змијама да се прилагоде новом окружењу, брзо повећају популацију и тиме острво учине опасним за јавне посјете. Кејмада Гранде је затворено за јавност како би се популација змија заштитила; приступ је једино омогућен Бразилској морнарици и одабраним истраживачима које је провјерио Институт за очување биодиверзитета Чико Мендез, бразилска федерална јединица за конзервацију.

## Географија
Острво се налази отприлике 33 км од обале савезне државе Сао Паоло, а захвата површину од 430.000 м². Највиши врх острва се налази на 206 м од нивоа мора. Умјерена клима на острву је слична као на оближњем острву Нимер. Око 0,25 km² острва је покривено кишном шумом; остатак острва се састоји од голих стијена и отворених травнатих пашњака. Просјечна температура се креће од 18,38 °C у августу до 27,28 °C у мају, док се просјечна количина кишних падавина креће од 0,2 мм у јулу до 135,2 мм у децембру.

## Историја
Иља да Кејмада Гранде има разноврсну вегетацију. Острво је дјелимично прекривено кишним шумама и дјелимично голим стијенама и травнатим површинама, што је резултат крчења шума. Острво је добило име по крчењу шума, тако да ријеч Queimada на португалском значи „спалити”, због покушаја мјештана да спаљивањем кишних шума очисте подручје за плантажу банана. Свјетионик је изграђен 1909. године како би усмјеравао бродове са острва. Посљедњи човјек је напустио острво када је свјетионик аутоматизован.
Кејмада Гранде и Кејмада Пеквена, која се налази на западу, заједно чине подручје релевантног еколошког интереса основано 1985. и захватају површину од 33 хектара. Бразилска морнарица је затворила острво за јавност и једини људи којима је дозвољен приступ острву су чланови истраживачких тимова који прикупљају научне податке.

## Опасности
Из разлога јер на једном острву живи тако много змија, по неким процјенама једна змија на један метар квадратни, постоји конкуренција за ресурсима. Упркос забиљеженој популацији од 41 врсте птица на Кејмада Грендеу, златне змије се хране са само двије врсте: Troglodytes musculus, који је у стању да избјегле златну змије; и Elaenia chilensis, који се храни вегетацијом на истом подручју на коме живи змија. Сматра се да је некада на острву обитавало око 430.000 змија, али недавне процјене су много мање. Прва системска студија популације златне змије утврдила је популацију од 2.000 до 4.000, скоцентриса ну скоро у потпуно у кишним шумама. Разлог због чега се то десило је постојање ограничене количине ресурса због чега се популација смањила, али 2015. године према процјени херпетолога на документарцу Дисковери канала популација је остала између 2.000 и 4.000 златних змија. Златне змије могу бити изложене ризику због парења у сродству, чији је ефекат видљив у популацији. Због ниске популације златних змија, врста је означена као критично угрожена на црвеном списку IUCN. Змија је такође стављена на бразилски списак угрожених врста. Острво је дом и мањој популацији Dipsas albifrons, неотровне змијске врсте.